# Мігель Лаюн
Мігель Лаюн (ісп. Miguel Layún, нар. 25 червня 1988, Кордоба, Веракрус) — мексиканський футболіст, півзахисник клубу «Америка» та національної збірної Мексики.

## Клубна кар'єра
Народився 25 червня 1988 року в місті Кордоба, штат Веракрус. Вихованець футбольної школи клубу «Веракрус». Дорослу футбольну кар'єру розпочав 2006 року в основній команді того ж клубу, в якій провів три сезони, взявши участь у 58 матчах чемпіонату. 

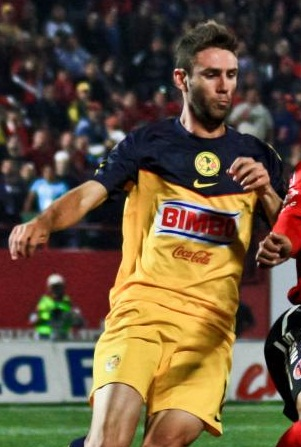
Лаюн в складі «Америки». 9 березня 2012 року

Своєю грою за цю команду привернув увагу представників тренерського штабу італійської «Аталанти», до складу якої приєднався 2009 року. Провів у Європі лише півроку, за які лише двічі виходив на поле в матчах Серії A, після чого повернувся на батьківщину.
До складу клубу «Америка» приєднався 2010 року. Відтоді встиг відіграти за команду з Мехіко понад 142 матчів в національному чемпіонаті та забив 15 голів.
30 грудня 2014 року було оголошено, що Лаюн перейшов в клуб іспанської Ла Ліги «Гранада», підписавши п'ятирічний контракт. Однак до кінця сезону футболіст має виступати на правах оренди за англійський «Вотфорд». Проте вже 9 січня 2015 року було офіційно оголошено, що Лаюн підписав постійний контракт на чотири з половиною роки з «Вотфордом» і отримав в команді номер 7. Під час свого першого сезону в клубі Лаюн зіграв 17 ігор в чемпіонаті і допоміг команді зайняти друге місце в Чемпіоншіпі і вийти в Прем'єр-лігу.
8 серпня в поєдинку проти «Евертона» він дебютував у англійській Прем'єр-лізі. У цьому ж матчі Мігель забив свій перший гол за «Вотфорд». Втім ще до закриття літнього трансферного вікна 31 серпня 2015 року перейшов на сезон на правах оренди у португальське «Порту» з правом подальшого викупу за 6 млн євро. 12 вересня в матчі проти «Ароуки» він дебютував у Сангріш-лізі і за сезон зіграв у 27 матчах, забивши 5 голів, після чого португальський клуб викупив контракт гравця. Втім з наступного сезону мексиканець став отримувати менше ігрового часу і перестав бути основним гравцем «драконів».
30 січня  2018 року Лаюн на правах оренди перейшов у іспанську «Севілью». 3 лютого в матчі проти «Ейбара» він дебютував у Ла-Лізі. 18 березня в поєдинку проти «Леганес» Мігель забив свій перший гол за «Севілью». Загалом до кінця сезону відіграв за клуб з Севільї 16 матчів в національному чемпіонаті, забивши 2 голи.

## Виступи за збірну
2011 року дебютував в офіційних матчах у складі національної збірної Мексики. Наразі провів у формі головної команди країни 11 матчів.
У складі збірної був учасником розіграшу Золотого кубка КОНКАКАФ 2013 та 2015 року.
28 травня 2014 року в товариському матчі проти збірної Ізраїлю Мігель зробив «дубль», забивши перші голи на збірну. Влітку того ж року він потрапив у заявку національної команди на участь у чемпіонаті світу у Бразилії. На турнірі Лайюн зіграв у матчах проти збірних Камеруну, Бразилії, Хорватії і Нідерландів.
Наступного року Мігель став володарем Золотого кубка КОНКАКАФ 2015 року у США і Канаді. На турнірі він був основним гравцем і зіграв у всіх шести матчах. Також був основним і на Кубку Америки 2016 року у США, зігравши у всіх чотирьох матчах, але його збірна вилетіла у чвертьфіналі, поступившись розгромно 0:7 майбутнім тріумфаторам турніру чилійцям.
Згодом брав участь з командою у Кубку конфедерацій 2017 року та чемпіонаті світу 2018 року, що обидва проходили у Росії.
| Дата       | Місто                       | Господарі         | Результат | Гості                | Турнір                            | Голи | Примітки |
| ---------- | --------------------------- | ----------------- | --------- | -------------------- | --------------------------------- | ---- | -------- |
| 11-7-2013  | Сіетл                       | Мексика           | 2 – 0     | Канада               | Кубок КОНКАКАФ 2013 - 1-й етап    | -    |          |
| 14-7-2013  | Денвер                      | Мартиніка         | 1 – 3     | Мексика              | Кубок КОНКАКАФ 2013 - 1-й етап    | -    |          |
| 20-7-2013  | Атланта                     | Мексика           | 1 – 0     | Тринідад і Тобаго    | Кубок КОНКАКАФ 2013 - чвертьфінал | -    |          |
| 24-7-2013  | Арлінгтон                   | Панама            | 2 – 1     | Мексика              | Кубок КОНКАКАФ 2013 - півфінал    | -    |          |
| 14-8-2013  | Іст-Ратерфорд               | Мексика           | 4 – 1     | Кот-д'Івуар          | товариський матч                  | -    | 78'      |
| 11-10-2013 | Мехіко                      | Мексика           | 2 – 1     | Панама               | Відбір до ЧС 2014                 | -    |          |
| 15-10-2013 | Сан-Хосе                    | Коста-Рика        | 2 – 1     | Мексика              | Відбір до ЧС 2014                 | -    |          |
| 30-10-2013 | Сан-Дієго                   | Мексика           | 4 – 2     | Фінляндія            | товариський матч                  | -    | 67'      |
| 13-11-2013 | Мехіко                      | Мексика           | 5 – 1     | Нова Зеландія        | Відбір до ЧС 2014                 | -    |          |
| 19-11-2013 | Веллінгтон                  | Нова Зеландія     | 2 – 4     | Мексика              | Відбір до ЧС 2014                 | -    |          |
| 2-4-2014   | Глендейл                    | США               | 2 – 2     | Мексика              | товариський матч                  | -    | 68'      |
| 28-5-2014  | Мехіко                      | Мексика           | 3 – 0     | Ізраїль              | товариський матч                  | 2    | 72'      |
| 31-5-2014  | Арлінгтон                   | Мексика           | 3 – 1     | Еквадор              | товариський матч                  | -    | 50'      |
| 3-6-2014   | Чикаго                      | Мексика           | 0 – 1     | Боснія і Герцеговина | товариський матч                  | -    | 20'      |
| 6-6-2014   | Фоксборо (Массачусетс)      | Мексика           | 0 – 1     | Португалія           | товариський матч                  | -    |          |
| 13-6-2014  | Натал (Ріу-Гранді-ду-Норті) | Мексика           | 1 – 0     | Камерун              | ЧС 2014 - 1-й етап                | -    |          |
| 17-6-2014  | Форталеза                   | Бразилія          | 0 – 0     | Мексика              | ЧС 2014 - 1-й етап                | -    |          |
| 23-6-2014  | Ресіфі                      | Хорватія          | 1 – 3     | Мексика              | ЧС 2014 - 1-й етап                | -    |          |
| 29-6-2014  | Форталеза                   | Нідерланди        | 2 – 1     | Мексика              | ЧС 2014 - 1/8 фіналу              | -    |          |
| 6-9-2014   | Санта-Клара                 | Чилі              | 0 – 0     | Мексика              | товариський матч                  | -    | 65'      |
| 9-9-2014   | Денвер                      | Болівія           | 0 – 1     | Мексика              | товариський матч                  | 1    |          |
| 9-10-2014  | Тустла-Ґутьєррес            | Мексика           | 2 – 0     | Гондурас             | товариський матч                  | -    | 80'      |
| 12-10-2014 | Сантьяго-де-Керетаро        | Мексика           | 1 – 0     | Панама               | товариський матч                  | -    | 90+2'    |
| 28-3-2015  | Лос-Анджелес                | Мексика           | 1 – 0     | Еквадор              | товариський матч                  | -    |          |
| 27-6-2015  | Орландо                     | Мексика           | 2 – 2     | Коста-Рика           | товариський матч                  | -    |          |
| 1-7-2015   | Х'юстон                     | Мексика           | 0 – 0     | Гондурас             | товариський матч                  | -    |          |
| 9-7-2015   | Чикаго                      | Мексика           | 6 – 0     | Куба                 | Кубок КОНКАКАФ 2015 - 1-й етап    | -    |          |
| 12-7-2015  | Глендейл                    | Гватемала         | 0 – 0     | Мексика              | Кубок КОНКАКАФ 2015 - 1-й етап    | -    | 51'      |
| 15-7-2015  | Шарлотт                     | Мексика           | 4 – 4     | Тринідад і Тобаго    | Кубок КОНКАКАФ 2015 - 1-й етап    | -    |          |
| 19-7-2015  | Іст-Ратерфорд               | Мексика           | 1 – 0     | Коста-Рика           | Кубок КОНКАКАФ 2015 - чвертьфінал | -    |          |
| 22-7-2015  | Атланта                     | Панама            | 1 – 2     | Мексика              | Кубок КОНКАКАФ 2015 - півфінал    | -    | 77'      |
| 26-7-2015  | Філадельфія                 | Ямайка            | 1 – 3     | Мексика              | Кубок КОНКАКАФ 2015 - Фінал       | -    |          |
| 8-9-2015   | Арлінгтон                   | Аргентина         | 2 – 2     | Мексика              | товариський матч                  | -    |          |
| 10-10-2015 | Пасадена                    | США               | 2 – 3     | Мексика              | Кубок Конфедерацій                | -    |          |
| 13-10-2015 | Толука-де-Лердо             | Мексика           | 1 – 0     | Панама               | товариський матч                  | -    | 79'      |
| 13-11-2015 | Мехіко                      | Мексика           | 3 – 0     | Сальвадор            | Відбір до ЧС 2018                 | -    |          |
| 17-11-2015 | Сан-Педро-Сула              | Гондурас          | 0 – 2     | Мексика              | Відбір до ЧС 2018                 | -    |          |
| 25-3-2016  | Ванкувер                    | Канада            | 0 – 3     | Мексика              | Відбір до ЧС 2018                 | -    |          |
| 29-3-2016  | Мехіко                      | Мексика           | 2 – 0     | Канада               | Відбір до ЧС 2018                 | -    |          |
| 1-6-2016   | Сан-Дієго                   | Мексика           | 1 – 0     | Чилі                 | товариський матч                  | -    | 55'      |
| 5-6-2016   | Глендейл                    | Мексика           | 3 – 1     | Уругвай              | Копа Америка 2016 - 1-й етап      | -    |          |
| 9-6-2016   | Пасадена                    | Мексика           | 2 – 0     | Ямайка               | Копа Америка 2016 - 1-й етап      | -    |          |
| 13-6-2016  | Х'юстон                     | Мексика           | 1 – 1     | Венесуела            | Копа Америка 2016 - 1-й етап      | -    | 46'      |
| 18-6-2016  | Санта-Клара                 | Мексика           | 0 – 7     | Чилі                 | Копа Америка 2016 - чвертьфінал   | -    | 64'      |
| 2-9-2016   | Сан-Сальвадор               | Сальвадор         | 1 – 3     | Мексика              | Відбір до ЧС 2018                 | -    |          |
| 6-9-2016   | Мехіко                      | Мексика           | 0 – 0     | Гондурас             | Відбір до ЧС 2018                 | -    |          |
| 11-11-2016 | Колумбус                    | США               | 1 – 2     | Мексика              | Відбір до ЧС 2018                 | 1    | 70'      |
| 15-11-2016 | Панама                      | Панама            | 0 – 0     | Мексика              | Відбір до ЧС 2018                 | -    |          |
| 24-3-2017  | Мехіко                      | Мексика           | 2 – 0     | Коста-Рика           | Відбір до ЧС 2018                 | -    |          |
| 28-3-2017  | Порт-оф-Спейн               | Тринідад і Тобаго | 0 – 1     | Мексика              | Відбір до ЧС 2018                 | -    |          |
| 27-5-2017  | Лос-Анджелес                | Мексика           | 1 – 2     | Хорватія             | товариський матч                  | -    |          |
| 1-6-2017   | Іст-Ратерфорд               | Ірландія          | 1 – 3     | Мексика              | товариський матч                  | -    | 46'      |
| 18-6-2017  | Казань                      | Португалія        | 2 – 2     | Мексика              | Кубок Конфедерацій                | -    |          |
| 24-6-2017  | Казань                      | Мексика           | 2 – 1     | Росія                | Кубок Конфедерацій                | -    |          |
| 29-6-2017  | Сочі                        | Німеччина         | 4 – 1     | Мексика              | Кубок Конфедерацій                | -    |          |
| 2-7-2017   | Москва                      | Португалія        | 2 – 1     | Мексика              | Кубок Конфедерацій                | -    |          |
| 6-10-2017  | Сан-Луїс-Потосі             | Мексика           | 3 – 1     | Тринідад і Тобаго    | Відбір до ЧС 2018                 | -    |          |
| 10-10-2017 | Сан-Педро-Сула              | Гондурас          | 3 – 2     | Мексика              | Відбір до ЧС 2018                 | -    |          |
| 10-11-2017 | Брюссель                    | Бельгія           | 3 – 3     | Мексика              | товариський матч                  | -    | 88'      |
| 13-11-2017 | Гданськ                     | Польща            | 0 – 1     | Мексика              | товариський матч                  | -    |          |
| 23-3-2018  | Санта-Клара                 | Мексика           | 3 – 0     | Ісландія             | товариський матч                  | 2    | 85'      |
| 27-3-2018  | Арлінгтон                   | Мексика           | 0 – 1     | Хорватія             | товариський матч                  | -    | 46'      |
| Усього     |                             | Матчів            | 62        |                      | Голів                             | 6    |          |

## Титули і досягнення
- Чемпіон Мексики (2):

«Америка»:  Клаусура 2013, Апертура 2014
- Володар Золотого кубка КОНКАКАФ (1): 2015